# Os ângulos da casa
Os ângulos da casa é um livro de poesia publicado em Outubro de 2016 por Hirondina Joshua, prefaciado pelo escritor moçambicano Mia Couto.
Temas existenciais, temática do espaço, o labirinto da poesia, o labirinto da vida, inquietações, espelhos atravessados, "os ângulos da casa" é um livro que reúne vários poemas escritos na adolescência e no início da juventude da autora. Semi-temático: dividido em sete poemas que intitulam o livro, a casa interior, o lugar metafísico, e continuam na casa do mundo.